# António R. Damásio

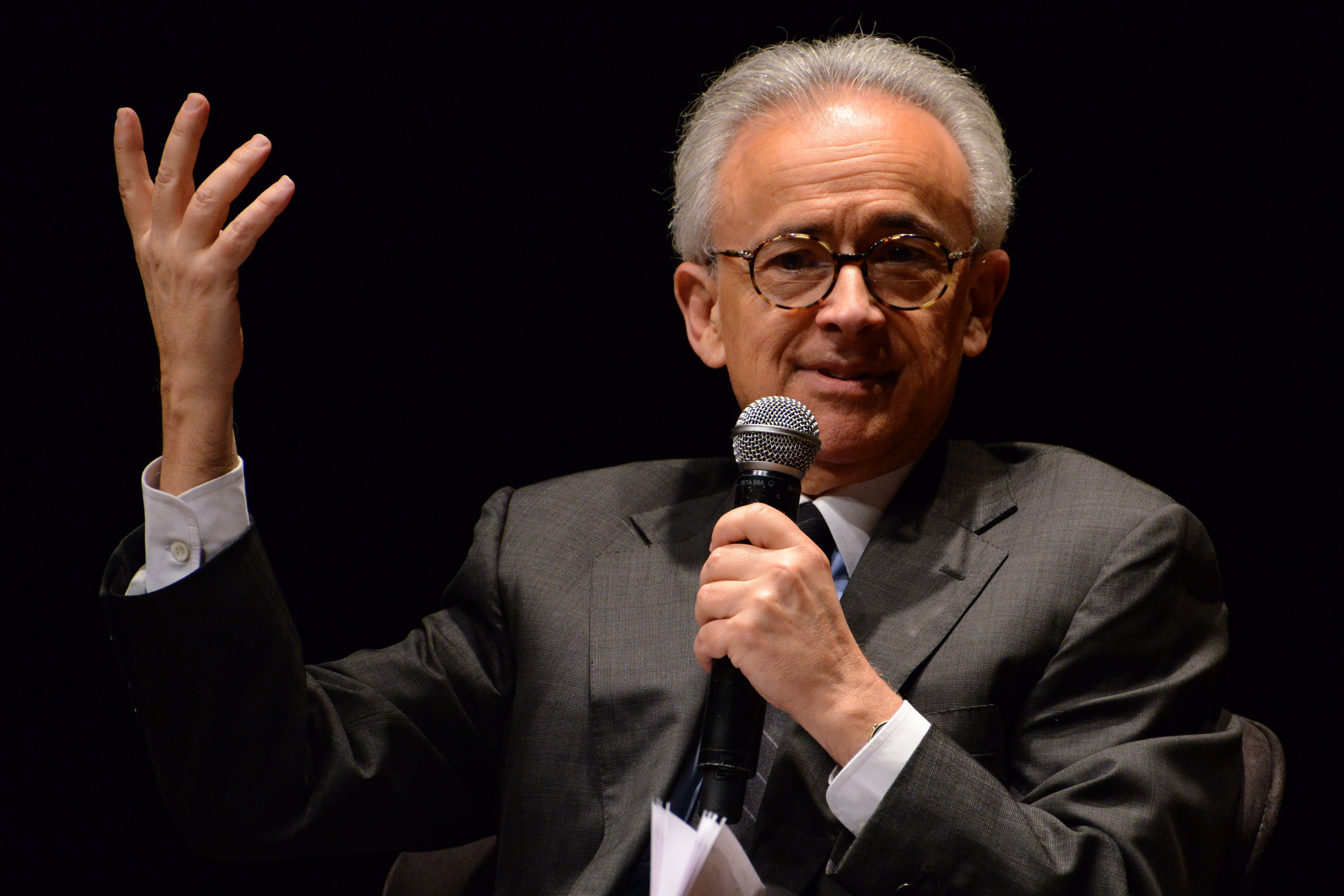
António Damásio bei „Fronteiras do Pensamento“ in Porto Alegre, Brasilien, 2013

António Rosa Damásio (* 25. Februar 1944 in Lissabon) ist ein portugiesisch-US-amerikanischer Neurowissenschaftler und Buchautor. Er wurde vor allem bekannt durch seine Arbeiten zur Bewusstseinsforschung.

## Leben
António Damásio hat wie seine Frau Hanna Damásio an der Universität Lissabon seine akademische Ausbildung erhalten und mit dem Doktorgrad in Medizin abgeschlossen. Im Jahre 1971 gründeten sie gemeinsam das Centro de Estudos de Linguagem Egas Moniz (Studienzentrum für Sprache Egas Moniz). 1974, kurz nach dem Übergang zur Demokratie (Nelkenrevolution), wurden sie eingeladen, die Forschungsabteilung der Neuen Universität Lissabon aufzubauen, das Projekt fand jedoch keine Finanzierung. Von 1976 bis 2005 lehrten sie an der University of Iowa. Seit 2005 ist António Damásio Professor für Neurologie und Psychologie an der University of Southern California und leitet dort das Brain and Creativity Institute.
Forschungsschwerpunkte von Hanna Damásio liegen im Bereich der neuroanatomischen Basis der Kognition und im Bereich der Entwicklung neuer Techniken des Neuroimaging, die In-vivo-Untersuchungen von Gehirnstrukturen erlauben.

## Lehre

### Überblick über die Arbeitsgebiete
António Damásios Untersuchungen beziehen sich zum einen auf den Bereich der gehirnanatomischen Substrate komplexen Verhaltens und zum anderen auf die neuronalen Grundlagen von Sprache und Kognition sowie den Zusammenhang von Gefühl, Emotion und Vernunft.
Eines seiner Arbeitsgebiete ist die direkte Korrelation von morphologischen Ausfällen im CT und MRT mit den funktionellen neurologischen Ausfällen bei dem betroffenen Patienten. Insbesondere beim Schlaganfall ist diese Methode sehr erfolgreich, um lokalisierte Hirnprozesse zu erkennen, da sich der Funktionsverlust innerhalb kürzester Zeit einstellt und damit klarer erkennbar ist.
Damásio ist Mitarbeiter des Mind and Life Institutes bzw. ein an den „Mind and Life“-Dialogen beteiligter Wissenschaftler.

### Descartes’ Irrtum
In seinen Abhandlungen Descartes’ Irrtum (im Original: Descartes’ Error: Emotion, Reason, and the Human Brain), Ich fühle, also bin ich (The Feeling of What Happens: Body and Emotion in the Making of Consciousness) und Der Spinoza-Effekt (Looking for Spinoza) untersucht Damásio vor allem die Wechselwirkungen zwischen Körper und Bewusstsein und kommt – durch zahlreiche empirische Belege – zu dem Schluss, dass die jahrhundertelang angenommene, vor allem von Descartes postulierte, Trennung zwischen Körper und Geist (Dualismus) ein Irrtum sei. Stattdessen konstatiert er einen unauflösbaren Zusammenhang zwischen Körper und Geist, die sich ständig gegenseitig beeinflussen.
Seine These der Untrennbarkeit zwischen Geist und Materie untermauert Damásio u. a. durch zwei Fallbeispiele.

#### 1. Fall: Phineas Gage
1848 wird Phineas Gage, damals 25-jähriger Vorarbeiter bei einer Eisenbahngesellschaft, Opfer eines schweren Unfalls. Bei einer Sprengung im Rahmen der Verlegung von Schienen durch den US-Bundesstaat Vermont bohrt sich eine 6 kg schwere, 1,10 m lange und 3 cm dicke Eisenstange mit einer Spitze von 6 mm von unterhalb des linken Wangenknochens bis zu den vorderen Schädelknochen durch Gages Schädel und fliegt danach noch 30 m weiter. Es entsteht eine ca. 4–5 cm große, kraterförmige Wunde.
Trotz des offensichtlich schweren Unfalls ist Gage während der gesamten Zeit bei Bewusstsein und ist als Überlebender in der Lage, über den vollständigen Hergang des Unfalls zu berichten. Seine Verletzung heilt innerhalb von zwei Monaten, nur der Verlust des linken Auges ist körperlich irreversibel. Die Ärzte stellen keine Beeinträchtigung von Wahrnehmung, Gedächtnisleistung, Intelligenz, Sprachfähigkeit oder Motorik fest.
Trotzdem kommt es in der Zeit nach dem Unfall zu auffälligen Persönlichkeitsveränderungen bei Gage: War er zuvor verantwortungsbewusst, besonnen, ausgeglichen und freundlich, erscheint er seiner Umgebung nun zunehmend ungeduldig, launisch, wankelmütig und respektlos. Darüber hinaus kommt es zu einer Störung seiner Entscheidungsfähigkeit: Er trifft Entscheidungen, die seinen Interessen offensichtlich zuwiderlaufen, er kann seine Zukunft nicht mehr vernünftig planen und erleidet als Folge einen beruflichen und sozialen Abstieg.

#### 2. Fall: Elliot
Als einen „modernen Phineas Gage“ beschreibt Damásio einen seiner Patienten, dem aufgrund eines Tumors ein Teil des präfrontalen Cortex entfernt wurde. Nach dem operativen Eingriff veränderte sich auch Elliots Persönlichkeit radikal. Zwar kommt es auch bei ihm nicht zur Einschränkung von kognitiven, motorischen oder sensorischen Fähigkeiten, jedoch weist er eine empfindliche Störung seiner Entscheidungsfähigkeit und einen Mangel an Gefühlen auf. Bilder von Situationen, die ihn einst erregten, lösen nun bei ihm keinerlei Reaktionen aus. Die Korrelation zwischen Gefühlsarmut und Entscheidungsunfähigkeit führt Damásio zur Theorie der somatischen Marker.

### Die Theorie der somatischen Marker
Damásio vermutet, dass Elliots Gefühllosigkeit ihn daran hindert, verschiedenen Handlungsalternativen emotionale Werte beizumessen, die anderen Menschen bei der Entscheidungsfindung helfen.
Damásio stellt darauf die Hypothese der somatischen Marker auf:
Als neuronales System, das den Erwerb der somatischen Marker erlaubt, glaubt Damásio die präfrontalen Rindenfelder im Gehirn lokalisiert zu haben. Seine Theorie von den somatischen Markern erklärt den Zusammenhang zwischen Phineas Gages und Elliots Gefühlsstörungen und ihrer Unfähigkeit, sich zu entscheiden, und stellt den offenbar unauflösbaren Zusammenhang zwischen rationalen Entscheidungsprozessen und Gefühlen auf.
Zur Überprüfung seiner Hypothese entwickelte er zusammen mit Antoine Bechara die Iowa Gambling Task.

### Definition des Begriffes „Bewusstsein“
In den Neurowissenschaften wird u. a. der Zusammenhang von Gehirn und Bewusstsein untersucht. Damásio definiert „Bewusstsein“ wie folgt: „Bewusstsein ist ein Geisteszustand, in dem man Kenntnis von der eigenen Existenz und der Existenz einer Umgebung hat“. Diese Definition entspricht dem „Selbstmodell“ des Philosophen Thomas Metzinger und ist damit bei vielen Tieren (mit einem Nervensystem) anzutreffen.
Für Damásio ist Bewusstsein „eine Dreiheit von Wachzustand, Geist und Selbst“. Er ist der Auffassung, „dass das Gehirn ein Bewusstsein konstruiert, indem es innerhalb eines wachen Geistes einen Selbst-Prozess erzeugt. Das Wesen des Selbst besteht darin, dass der Geist sich auf den materiellen Organismus konzentriert, in dem er zuhause ist. Wachzustand und Geist sind unverzichtbare Bestandteile des Bewusstseins, sein charakteristisches Element aber ist das Selbst.“ Neben dieser Hypothese steht die „Annahme, dass das Selbst stufenweise aufgebaut wird. Die einfachste Stufe erwächst aus jenem Gehirnteil, der den Organismus vertritt (dem Protoselbst). Die zweite Stufe ergibt sich aus dem Aufbau einer Beziehung zwischen dem Organismus und jenem Teil des Gehirns, der ein zu kennendes Objekt repräsentiert. Das Ergebnis ist das Kern-Selbst. Die dritte Stufe lässt mehrere Objekte, die zuvor als erlebte Erfahrung oder vorhergesehene Zukunft aufgezeichnet wurden, mit dem Protoselbst in Wechselbeziehung treten und eine Fülle von Kern-Selbst-Pulsen erzeugen. Hieraus entsteht das autobiografische Selbst. Alle drei Stufen werden in getrennten, aber koordinierten Arbeitsbereichen des Gehirns konstruiert.“
Er ist ein Verfechter der Hypothese der Äquivalenz von Geist und Gehirn: „Die in diesem Buch dargelegte Sichtweise beinhaltet [...] die Idee, dass Geisteszustände und Gehirnzustände einander im Wesentlichen entsprechen“.

### Das Kern-Bewusstsein
Die Erforschung des Bewusstseins bedeutet Betrachtung zweier „Akteure“, nämlich des Organismus und des Objekts, sowie deren Beziehungen zueinander. Der Organismus ist damit beschäftigt, Bezug zu einem Objekt herzustellen, und das Objekt dieser Beziehung ruft eine Veränderung im Organismus hervor. Individuelle Perspektive, individuelle Besitznahme des Denkens und individuelle Urheberschaft sind die entscheidenden Aspekte, die das Kern-Bewusstsein zum geistigen Prozess beiträgt. Das Wesen des Kern-Bewusstseins ist eine Vorstellung von sich selbst, das Gefühl von sich selbst als individuellem Wesen, das mit dem Erkennen der eigenen Existenz und der Existenz anderer beschäftigt ist. Das Kern-Bewusstsein wird pulsierend für jeden Inhalt, dessen wir uns bewusst werden, immer wieder neu erzeugt. Es ist die Erkenntnis, die sich materialisiert, wenn wir einem Objekt begegnen, ein neuronales Muster dafür erzeugen und (automatisch) entdecken, dass die nun prägnante Vorstellung des Objektes in unserer Perspektive gebildet worden ist, uns gehört und wir sogar darauf einwirken können. Es gibt keinen schlussfolgernden Prozess, den wir dorthin führen, keinerlei sprachliche Vorgänge – es gibt einfach nur die Vorstellung dieses Objektes und gleich darauf das Empfinden, dass wir es besitzen. Das Kern-Bewusstsein ist das unmittelbare Empfinden unseres individuellen Organismus im Akt des Erkennens, wobei die Zeit von wesentlicher Bedeutung ist, dass damit die ursächliche Verbindung zwischen der Vorstellung eines Objektes und unserer „Inbesitznahme“ hergestellt wird.

### Gefühle und Emotionen
Damásio trennt zwischen Emotionen („emotions“), die er als die durch somatische Marker verursachten Körperzustände beschreibt, und Empfindungen („feelings“), die das bewusste Wahrnehmen der emotionalen Körperzustände darstellen. So lernt der Mensch im Laufe seiner Entwicklung beispielsweise, den Körperzustand, der mit der reflexartigen Flucht vor einer Gefahr verbunden ist, als Angst wahrzunehmen, also als ein bewusstes Empfinden.
Während die Emotionen angeboren sind und ein von außen beobachtbares körperliches Verhalten produzieren, beruhen die Empfindungen auf Erfahrungen und ermöglichen somit weitere Schutzstrategien gegen Gefahren von außen.
Die deutschen Übersetzungen der englischen Begriffe emotions und feelings, die Damásio von dem Psychologen und Philosophen William James entlehnte, sind leider nicht einheitlich in allen Texten unterschieden. So findet sich im Werk Ich fühle, also bin ich in einer Vorbemerkung des Übersetzers und des Fachlektors, dass in diesem Werk – anders als bei Descartes’ Irrtum – „emotion and feeling“ mit „Emotion und Gefühl“ übersetzt wird. Im Text Das Leuchten der Neuronen, übersetzt von Claudia Kotte, zeigt Autor Damásio zunächst umfänglich seine Unterscheidung, um am Ende der Darlegung vom Begriff „Emotion“ ohne Unterscheidung auf den Terminus „Gefühl“ zu springen.

## Re-Zitierung
Die Kindheitsforscherin Alice Miller hat ihrem Buch Die Revolte des Körpers ein Zitat von António R. Damásio vorangestellt: Emotionen sind kein Luxus, sondern ein komplexes Hilfsmittel im Daseinskampf.

## Auszeichnungen
- 1990: Prix Beaumont
- 1992: Prémio Pessoa für Hanna Damásio und António R. Damásio
- 1995: Golden Brain Award
- 1997: Prix de la Plasticité Neuronal
- 1997: Mitglied der American Academy of Arts and Sciences
- 2002: Ehrendoktorwürde der Philosophischen Fakultät der RWTH Aachen für Hanna Damásio und António R. Damásio
- 2004: Jean-Louis-Signoret-Preis
- 2005: Prinz-von-Asturien-Preis für wissenschaftliche und technische Forschung
- 2011: Internationaler Literaturpreis Corine für Selbst ist der Mensch – Körper, Geist und die Entstehung des menschlichen Bewußtseins
- 2014: Grawemeyer Award für Psychologie

## Veröffentlichungen (Auswahl)
Als Autor:
- Descartes’ error. Emotion, reason, and the human brain. Picador, London 1994.
  - Descartes’ Irrtum. Fühlen, Denken und das menschliche Gehirn. List, München 1994, ISBN 3-471-77342-8.
- The feeling of what happens. Body and emotion in the making of consciousness. Harcourt Brace, New York 1999.
  - Ich fühle, also bin ich. Die Entschlüsselung des Bewusstseins. List, München 2000, ISBN 3-548-60164-2.
- mit anderen: Subcortical and cortical brain activity during the feeling of self-generated emotions. In: Nature Neuroscience. Band 3, Nr. 10, 2000, S. 1049–1056.
- Looking for Spinoza. Joy, sorrow, and the feeling brain. Heinemann, London 2003.
  - Der Spinoza-Effekt. Wie Gefühle unser Leben bestimmen. List, München 2003, ISBN 3-471-77352-5; auch Ullstein, Berlin 2005.
- Self Comes to Mind. Constructing the Conscious Brain. Pantheon Books, New York 2010. 
  - Selbst ist der Mensch. Körper, Geist und die Entstehung des menschlichen Bewusstseins. Siedler, München 2011, ISBN 978-3-88680-924-0.[10]
- The Strange Order of Things: Life, Feeling, and the Making of Cultures. Pantheon Books, New York 2018.
  - Im Anfang war das Gefühl. Der biologische Ursprung der menschlichen Kultur. Siedler, München 2017, ISBN 3-8275-0045-1.
- Feeling & Knowing: Making Minds Conscious. Pantheon, New York 2021, ISBN 978-1-5247-4756-5.
  - Wie wir denken, wie wir fühlen. Die Ursprünge unseres Bewusstseins. Hanser, München 2021, ISBN 978-3-446-27094-7

Als Herausgeber:
- mit Hanna Damásio, Yves Christen: Neurobiology of decision-making. Springer, Berlin 1996, ISBN 3-540-60143-0.
- mit Jean-Pierre Changeux, Wolf Singer, Yves Christen: Neurobiology of human values. Springer, Berlin 2005, ISBN 978-3-5402-6253-4.